# Gévezé
Gévezé település Franciaországban, Ille-et-Vilaine megyében. Lakosainak száma 5987 fő (2022. január 1.). Gévezé Vignoc, Langan, Langouet, La Mézière, Pacé, Parthenay-de-Bretagne, Romillé és Saint-Gilles községekkel határos.

## Népesség
A település népességének változása:
| Lakosok száma | 1327 | 1983 | 2434 | 3393 | 4843 | 5161 | 5301 | 5521 | 5685 | 5987 |
|               | 1968 | 1982 | 1990 | 2006 | 2013 | 2015 | 2017 | 2019 | 2020 | 2022 |